# Севастянівка (село)
Севастя́нівка (крим. Sevastânivka) — село в Україні, у Бахчисарайському районі Автономної Республіки Крим. Підпорядковане Поштівській селищній раді. Розташоване на півночі району.

## Населення
Згідно з переписом УРСР 1989 року чисельність наявного населення села становила 179 осіб, з яких 86 чоловіків та 93 жінки.
За даними перепису населення 2001 року, у селі мешкало 508 осіб. Мовний склад населення села був таким:
| Мова              | Число ос. | Відсоток |
| ----------------- | --------- | -------- |
| українська        | 12        | 2,36     |
| кримськотатарська | 389       | 76,57    |
| російська         | 105       | 20,67    |
| білоруська        | 1         | 0,2      |